# Liste der Einträge in das National Register of Historic Places im Catron County
Diese Liste der Einträge im National Register of Historic Places im Catron County enthält alle im Catron County, New Mexico in das National Register of Historic Places eingetragenen Gebäude, Bauwerke, Objekte, Stätten oder historischen Distrikte.
Diese Liste entspricht dem Bearbeitungsstand des National Park Service/National Register of Historic Places vom 18. Oktober 2024.

## Legende
| NRHP | Historic Place             |
| HD   | National Historic District |

## Aktuelle Einträge
| [ 2 ] | Name                                           | Bild                                           | Eintragsdatum                 | Lage                                                                                            | Ort               | Beschreibung |
| ----- | ---------------------------------------------- | ---------------------------------------------- | ----------------------------- | ----------------------------------------------------------------------------------------------- | ----------------- | ------------ |
| 1     | Ake Site                                       |                                                | 2. Apr. 1976 ID-Nr. 76001193  | Adresse nicht veröffentlicht                                                                    | Datil             |              |
| 2     | Bat Cave                                       |                                                | 23. Apr. 1976 ID-Nr. 76001194 | Adresse nicht veröffentlicht                                                                    | Old Horse Springs |              |
| 3     | Bearwallow Mountain Lookout Cabins and Shed    |                                                | 28. Jan. 1988 ID-Nr. 87002473 | Bearwallow Lookout Road im Gila National Forest 33° 26′ 57″ N, 108° 40′ 3″ W                    | Bearwallow Park   |              |
| 4     | Black Mountain Lookout Cabin                   |                                                | 28. Jan. 1988 ID-Nr. 87002474 | Gila National Forest 33° 22′ 41″ N, 108° 13′ 36″ W                                              | Black Mountain    |              |
| 5     | El Caso Lookout Complex                        |                                                | 28. Jan. 1988 ID-Nr. 87002476 | Gila National Forest 34° 6′ 11″ N, 108° 29′ 39″ W                                               | El Caso Lake      |              |
| 6     | Gila Cliff Dwellings National Monument         | weitere Bilder                                 | 15. Okt. 1966 ID-Nr. 66000472 | in der Nähe des New Mexico Highway 15, nördlich von Silver City 33° 13′ 38″ N, 108° 16′ 19,9″ W | Silver City       |              |
| 7     | Mangas Mountain Lookout Complex                |                                                | 28. Jan. 1988 ID-Nr. 87002471 | Mangas Mountain 34° 3′ 7″ N, 108° 18′ 24″ W                                                     | Mangas            |              |
| 8     | Mogollon Baldy Lookout Cabin                   | weitere Bilder                                 | 28. Jan. 1988 ID-Nr. 87002470 | Gila National Forest 33° 16′ 18″ N, 108° 35′ 39,7″ W                                            | Mogollon Baldy    |              |
| 9     | Mogollon Historic District                     | weitere Bilder                                 | 10. Sep. 1987 ID-Nr. 87001541 | State Road 78 33° 23′ 45″ N, 108° 47′ 37″ W                                                     | Mogollon          |              |
| 10    | Mogollon Pueblo                                |                                                | 5. Mai 1978 ID-Nr. 78001811   | Adresse nicht veröffentlicht                                                                    | Red Hill          |              |
| 11    | Socorro Mines Mining Company Mill, Fannie Hill | Socorro Mines Mining Company Mill, Fannie Hill | 10. Sep. 1987 ID-Nr. 87001567 | Fannie Hill und im Westen der Fannie Hill Mill 33° 24′ 11″ N, 108° 47′ 56″ W                    | Mogollon          |              |